# Echinolaena
Echinolaena là một chi cỏ thuộc họ Poaceae.

## Các loài
Chi này có các loài sau :
- Echinolaena ecuadoriana
- Echinolaena gracilis
- Echinolaena inflexa
- Echinolaena minarum
- Echinolaena oplismenoides
- Echinolaena standelyi